# Handlmühle
Handlmühle ist der Name einer Einschicht in der Stadtgemeinde Bad Leonfelden im Mühlviertel in Oberösterreich.

## Lage
Die Einschicht hat die Adresse Elmegg 7. Sie gehört zur Ortschaft Elmegg, zur Katastralgemeinde Dietrichschlag und zum Zählsprengel Bad Leonfelden-Umgebung. Sie liegt auf einer Höhe von 678 m ü. A. im Leonfeldner Hochland, an der Mündung des Glashüttenbachs in den Heindlmüllerbach.
Zwei mittelschwere Radtour-Strecken führen an der Handlmühle vorbei: die 57,5 Kilometer lange Hoch-4-Runde und die 26 Kilometer lange Zwettler Runde.

## Geschichte
Die ehemalige Mühle wurde im Theresianischen Gültbuch von 1750 als Handlmühl und im Josephinischen Lagebuch von 1787 sowie im alten Grundbuch der Jahre 1790 bis 1793 als Handlmühle genannt.
Das Wohngebäude der Handlmühle wurde 1877 neu und in größerer Form errichtet. Der Einsturz eines Baugerüsts hatte dabei zwei Schwerverletzte und mehrere Leichtverletzte zufolge. Bei einer Zwangsversteigerung im Jahr 1910 gehörte eine Brettersäge zum Haus.